# 정재우
정재우(1990년 6월 20일~ )는 대한민국의 전직 스타크래프트 프로게이머이다. Zerg라는 아이디를 사용하며, 종족은 저그이다.
2009년 상반기 드래프트에서 SK텔레콤 T1의 4차 지명으로 입단하였다.
2010년 8월 MBC게임 히어로로 이적하였다.
2011년 11월 4일 팀이 해체하자, 군입대하면서 은퇴하였다.
2017년 9월 20일 아프리카tv BJ로 첫 방송 시작.
'정재우를 이겨라S1' 스타 아마대회 개최.
2017년 10월 14, 15일 양일간 예선전.
2017년 10월 20, 21일 A조, B조 8강전.
2017년 10월 27일 4강전, 1위전
2017년 10월 28일 최종 챔피언전.( 정재우 VS 아마 1위)
서울 서교초등학교, 서울 성산중학교, 완주 한국게임과학고를 졸업하고 전주대학교를 자퇴하였다

## 주요 기록
- 2007년 7월 제31회 커리지매치 1위 입상
- 2011년 5월 신한은행 프로리그 10-11 시즌, 프로리그 데뷔전 첫승 ( VS 이승석(SK텔레콤, 위너스리그 결승 MVP))
- 2011년 5월 신한은행 프로리그 10-11 시즌, 프로리그 첫 프로토스전 승 ( VS 신재욱(웅진))